# Борги, Фрэнк
Фрэнк Бо́рги (англ. Frank Borghi, 9 апреля 1925, Сент-Луис, штат Миссури — 2 февраля 2015, там же) — американский футболист, вратарь, участник легендарного матча в Белу-Оризонти на чемпионате мира 1950 года, в котором сборная США одержала победу над Англией – 1:0.

## Биография
Фрэнк Борги родился в Сент-Луисе, в семье итальянских иммигрантов. В годы Второй мировой войны он служил полевым врачом. Начинал свою профессиональную спортивную карьеру в качестве бейсболиста, но спустя некоторое время перешёл в футбол. Он стал вратарём, поскольку, как он сам считал, ему недоставало умения играть на других позициях. Будучи вратарём, он практически не играл ногами, предоставляя право удара от ворот полевым игрокам. Во время матча он всегда вводил мяч в игру руками.

## Карьера

### Клубная
Фрэнк играл в полупрофессиональном клубе «Сент-Луис Симпкинс-Форд» и выигрывал с ним Кубок страны в 1948 и 1950 годах.

### В сборной
За сборную Фрэнк Борги провёл 9 игр. Он участвовал в отборочном турнире к чемпионату мира 1950 года, на самом чемпионате выходил на поле во всех трёх матчах. Он наиболее известен как вратарь сборной США, отстоявший на ноль в матче против Англии, состоявшемся 29 июня 1950 года в Белу-Оризонти. Перед началом матча Фрэнк считал для себя приемлемым результатом не пропустить больше 5 мячей, однако ему удалось оставить ворота сухими в течение всей игры. Победа сборной США над родоначальниками футбола (1:0) оказалась сенсационной, а участники того матча, включая Фрэнка, стали национальными героями. После матча Фрэнк покидал поле на плечах партнёров по команде.
Фрэнк Борги также участвовал в отборочных играх к чемпионату мира 1954 года со сборной Мексики.
| Матчи и пропущенные голы Фрэнка Борги за сборную США | Матчи и пропущенные голы Фрэнка Борги за сборную США | Матчи и пропущенные голы Фрэнка Борги за сборную США | Матчи и пропущенные голы Фрэнка Борги за сборную США | Матчи и пропущенные голы Фрэнка Борги за сборную США | Матчи и пропущенные голы Фрэнка Борги за сборную США | Матчи и пропущенные голы Фрэнка Борги за сборную США |
| ---------------------------------------------------- | ---------------------------------------------------- | ---------------------------------------------------- | ---------------------------------------------------- | ---------------------------------------------------- | ---------------------------------------------------- | ---------------------------------------------------- |
| №                                                    | Дата                                                 | Место проведения                                     | Соперник                                             | Счёт                                                 | Голы                                                 | Турнир                                               |
| 1                                                    | 4 сентября 1949                                      | Мехико, Мексика                                      | Мексика                                              | 0:6                                                  | 6                                                    | Кубок Американских наций 1949                        |
| 2                                                    | 14 сентября 1949                                     | Мехико, Мексика                                      | Куба                                                 | 1:1                                                  | 1                                                    | Кубок Американских наций 1949                        |
| 3                                                    | 18 сентября 1949                                     | Мехико, Мексика                                      | Мексика                                              | 2:6                                                  | 6                                                    | Кубок Американских наций 1949                        |
| 4                                                    | 21 сентября 1949                                     | Мехико, Мексика                                      | Куба                                                 | 5:2                                                  | 2                                                    | Кубок Американских наций 1949                        |
| 5                                                    | 25 июня 1950                                         | Куритиба, Бразилия                                   | Испания                                              | 1:3                                                  | 3                                                    | Чемпионат мира 1950                                  |
| 6                                                    | 29 июня 1950                                         | Белу-Оризонти, Бразилия                              | Англия                                               | 1:0                                                  | -                                                    | Чемпионат мира 1950                                  |
| 7                                                    | 2 июля 1950                                          | Ресифи, Бразилия                                     | Чили                                                 | 2:5                                                  | 5                                                    | Чемпионат мира 1950                                  |
| 8                                                    | 30 апреля 1952                                       | Глазго, Шотландия                                    | Шотландия                                            | 0:6                                                  | 6                                                    | Товарищеский матч                                    |
| 9                                                    | 10 января 1954                                       | Мехико, Мексика                                      | Мексика                                              | 0:4                                                  | 4                                                    | Отбор к ЧМ 1954                                      |

Итого: 9 матчей / 33 пропущенных гола; 2 победы, 1 ничья, 6 поражений.
После ухода из спорта Фрэнк некоторое время занимался тренерской деятельностью. Его дети также занимаются футболом. В 2005 году на экраны вышел фильм «Игра их жизней» о победном матче американцев над англичанами в 1950 году, где роль Фрэнка Борги исполнил актёр Джерард Батлер.
Фрэнк был включён в Зал Американской Футбольной Славы в 1976 году.
Умер 2 февраля 2015 года в возрасте 89 лет.